# سوپراستار جمنای
سوپراستار جمنای (به انگلیسی: SuperStar Gemini) یک کشتی است که طول آن ۱۹۰٫۰۴ متر (۶۲۳ فوت ۶ اینچ) می‌باشد. این کشتی در سال ۱۹۹۲ ساخته شد.